# Jan Bosman (radiopresentator)
Jan Bosman (Buggenhout, 23 februari 1971) is een Belgisch radiopresentator en voormalig tv-presentator die sinds 2009 bij het Vlaamse radiostation Joe werkt. Sinds 2005 was hij aan de slag bij voorloper 4fm. Hij begon zijn carrière in 1997 bij Radio Donna, een zender van de VRT. 

## Loopbaan

### Opleiding
Bosman werd geboren te Buggenhout in Oost-Vlaanderen als zoon van Albert Bosman (1944–2017). Bosman studeerde communicatiewetenschappen aan de Katholieke Hogeschool Mechelen.

### Radio en televisie

#### Radio Donna
Bosman begon als radiomaker in 1997 bij Radio Donna. Hij groeide op termijn uit tot een van de meest herkenbare stemmen van Radio Donna evenals collega's als Leen Demaré, Alexandra Potvin, Ann Reymen, Benjamien Schollaert, Robin Vissenaekens, Johan Henneman en Marc Pinte. Toen het merk 'Donna' werd veranderd naar MNM was Bosman al vier jaar vertrokken bij de zender.
Bosman werd omschreven als de "nieuwe Johan Verstreken" door De Standaard. Hij presenteerde op televisie vanaf september 1999 tot en met het voorjaar van 2001 het VRT-muziekprogramma Hitkracht met Alexandra Potvin. Dit programma verving De Muziekdoos, gepresenteerd door Verstreken vanuit discotheek Carré in Willebroek.
In het najaar van 2001 presenteerden Bosman en Potvin (en later met Katja Retsin) het programma Donna de luxe op Radio Donna, van 16 tot 19 uur. Het duo presenteerde later nog veel aan elkaars zijde bij Joe FM. Zelf presenteerde Jan Bosman bij Radio Donna in de ochtendspits het programma Donna staat op. Daarnaast presenteerde hij de programma's Klant is koning met Robin Vissenaekens en Get fresh met Evy Gruyaert. Bosman en Potvin presenteerden tussen 2000 en 2001 ook op het kleine scherm bij de VRT. 

#### 4fm en Joe
Jan Bosman verhuisde in september 2005 naar 4FM en werkte er bijna vijf jaar. In 2009 stond Bosman namelijk aan de wieg van de nieuwe zender Joe fm, het voormalige 4FM, en presenteerde zijn programma op werkdagen tijdens de avondspits. In recente jaren werd Bosmans programma, tot 2021 De Missing Link geheten, veelal verschoven naar het weekend (eerst tussen 19u en 20u en later het namiddagblok). Hij presenteert op werkdagen tijdens vakanties of op feestdagen, anno 2023 met Anne Paulissen. Paulissen verliet de zender in juni 2023.  
Anno 2023 blijven hijzelf, Alexandra Potvin, Raf Van Brussel, Tess Goossens en Alain Claes over als presentatoren van het eerste uur bij Joe. Sinds 2021 vormt Bosman ook op onregelmatige basis een duo met Heidi Van Tielen en presenteerde hij met Van Tielen reeds (enkele uren) de Top 2000 van Joe. In het najaar van 2022 presenteert Bosman opnieuw in de namiddag op zaterdag en op zondag. 
In de zomer van 2023 presenteert Bosman tijdens de avondspits, met twee sidekicks. Bosman werd in juli 2023 namelijk herenigd met zijn voormalige Radio Donna-collega Evy Gruyaert. Vervolgens presenteerde Bosman in augustus 2023 samen met Leen Dendievel, die ook meteen als radiopresentatrice debuteerde.

### Theater
In december 2003 debuteerde Bosman ook als theatermaker en acteur met een uitverkochte muzikale kerstvoorstelling Hello (gebaseerd op de gelijknamige hit van Lionel Ritchie) in het Oost-Vlaamse Haaltert. Niettegenstaande zwoer Bosman bij radiowerk: "Televisie betekent vaak een kwartiertje bekendheid, maar met radio kan je jarenlang doorgaan."